# Kazandžiluk
Kazandžiluk est un bazar situé en Bosnie-Herzégovine, sur le territoire de la Ville de Sarajevo. Cet ensemble urbanistique, qui remonte au XVIe siècle, est inscrit sur la liste des monuments nationaux de Bosnie-Herzégovine.
Le bazar, formé des rues Kazandžiluk, Male Daire et Luledžina, est situé dans le quartier de Baščaršija.

## Localisation

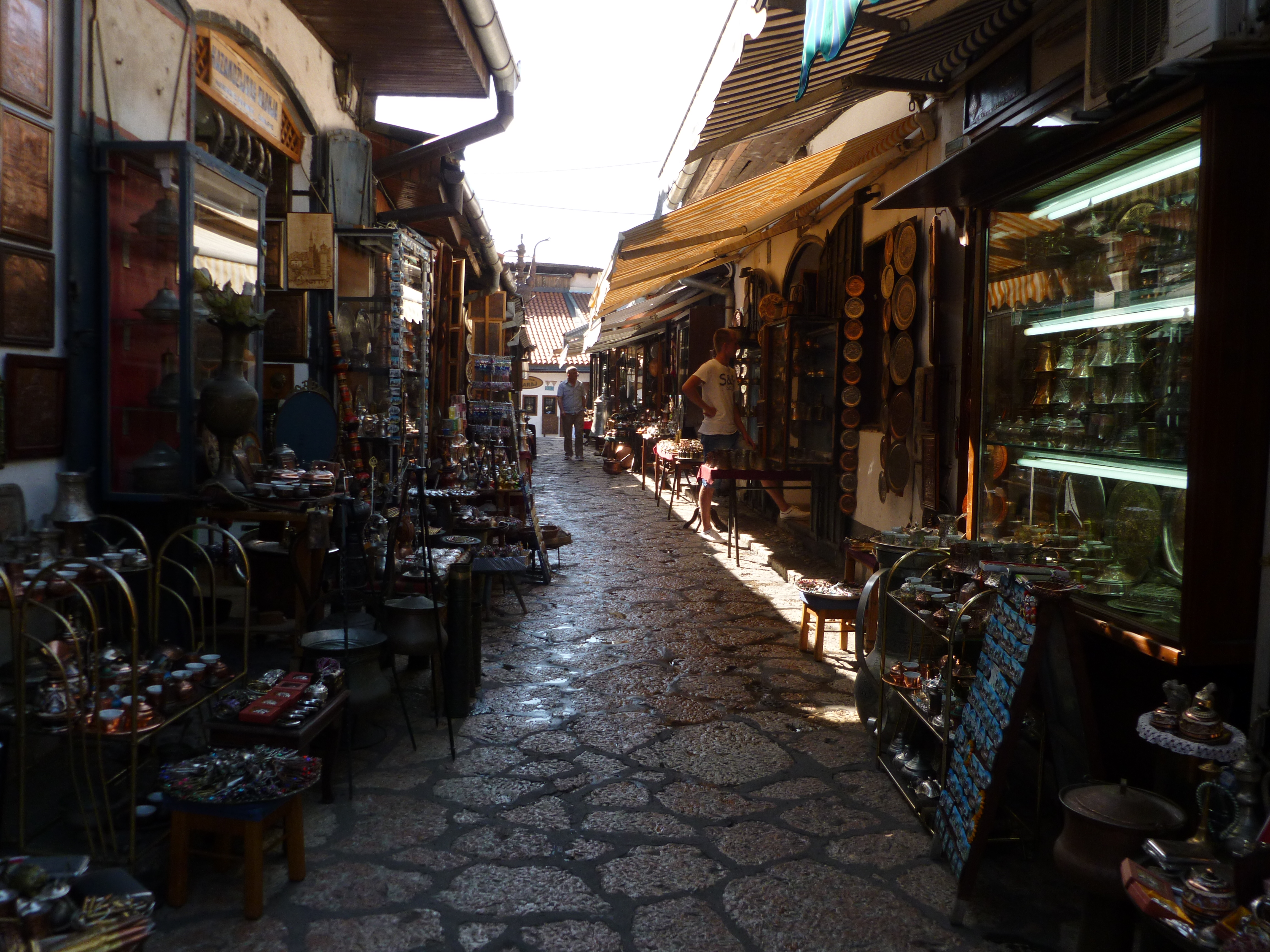
Autre vue du bazar

## Description

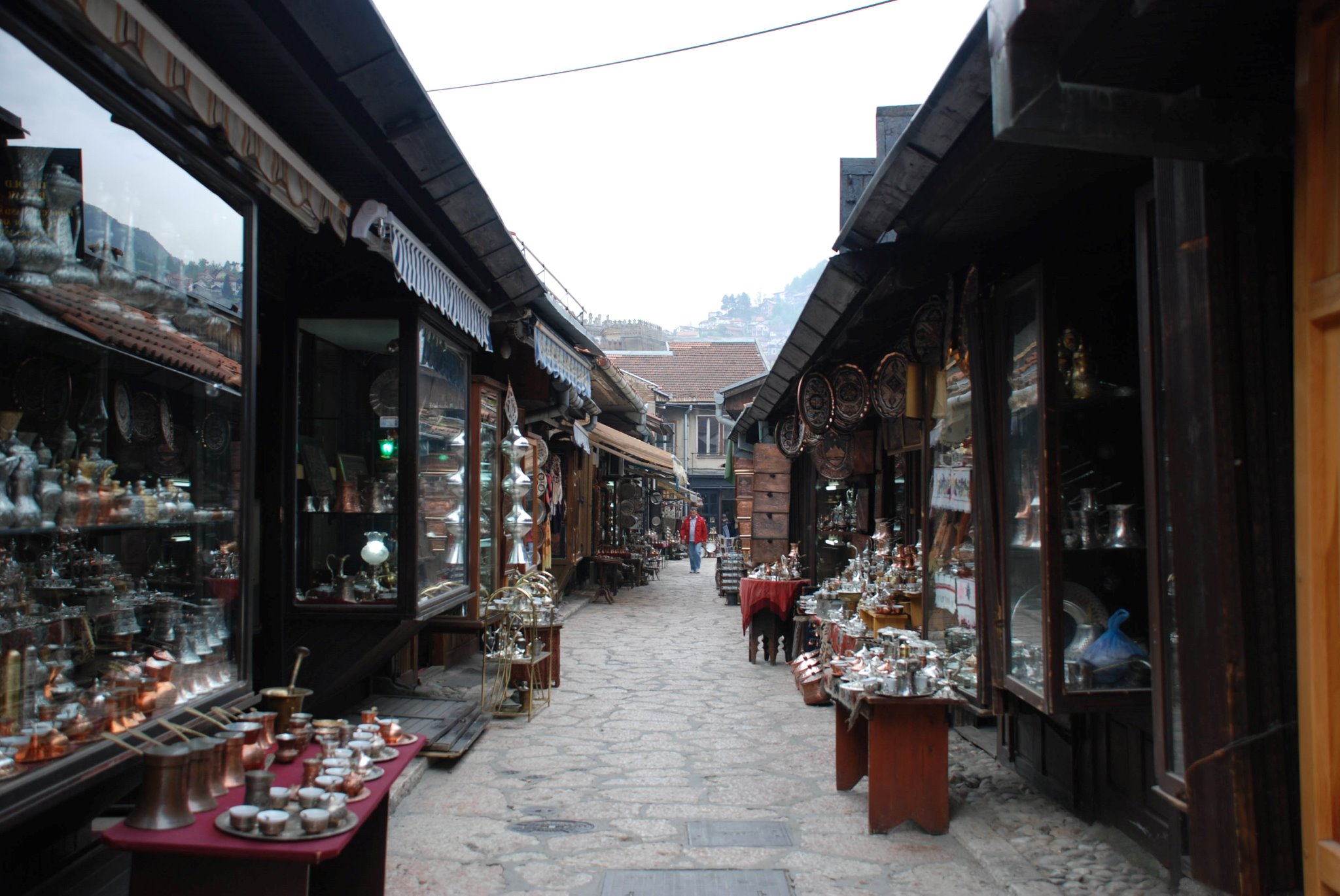
Autre vue du bazar